# Падовани, Леа
Леа Падовани (итал. Lea Padovani; 28 июля 1923 — 23 июня 1991) — итальянская актриса.

## Биография
Леа Падовани в период с 1945 по 1990 год снялась в 60 фильмах. В частности она снялась в фильме «Чёрное досье», который был номинантом на Каннском кинофестивале в 1955 году. В 2006 году Оливер Паркер снял фильм «Затмение», который был вдохновлен фильмом с участием Леи Падовани.

## Избранная фильмография
- 1945 — Невинный Казимир — Марсела
- 1952 — Рим в 11 часов — Катерина
- 1955 — Хлеб, любовь и... — Виоланта Руотоло
- 1958 — Монпарнас, 19 — Розали
- 1958 — Нагая Майя — королева Мария Луиза
- 1959-1960 — Ottocento (сериал) — императрица Евгения
- 1961 — Принцесса Клевская — королева Екатерина Медичи
- 1966 — Человек наполовину — мать главного героя
- 1968 — Сладкоежка — Сильвия Фонтеглюло
- 1982 — Ehrengard — Великая Герцогиня
- 1990 — Королевская шлюха — графиня Кумиана